# Oberlausitzer Skalen

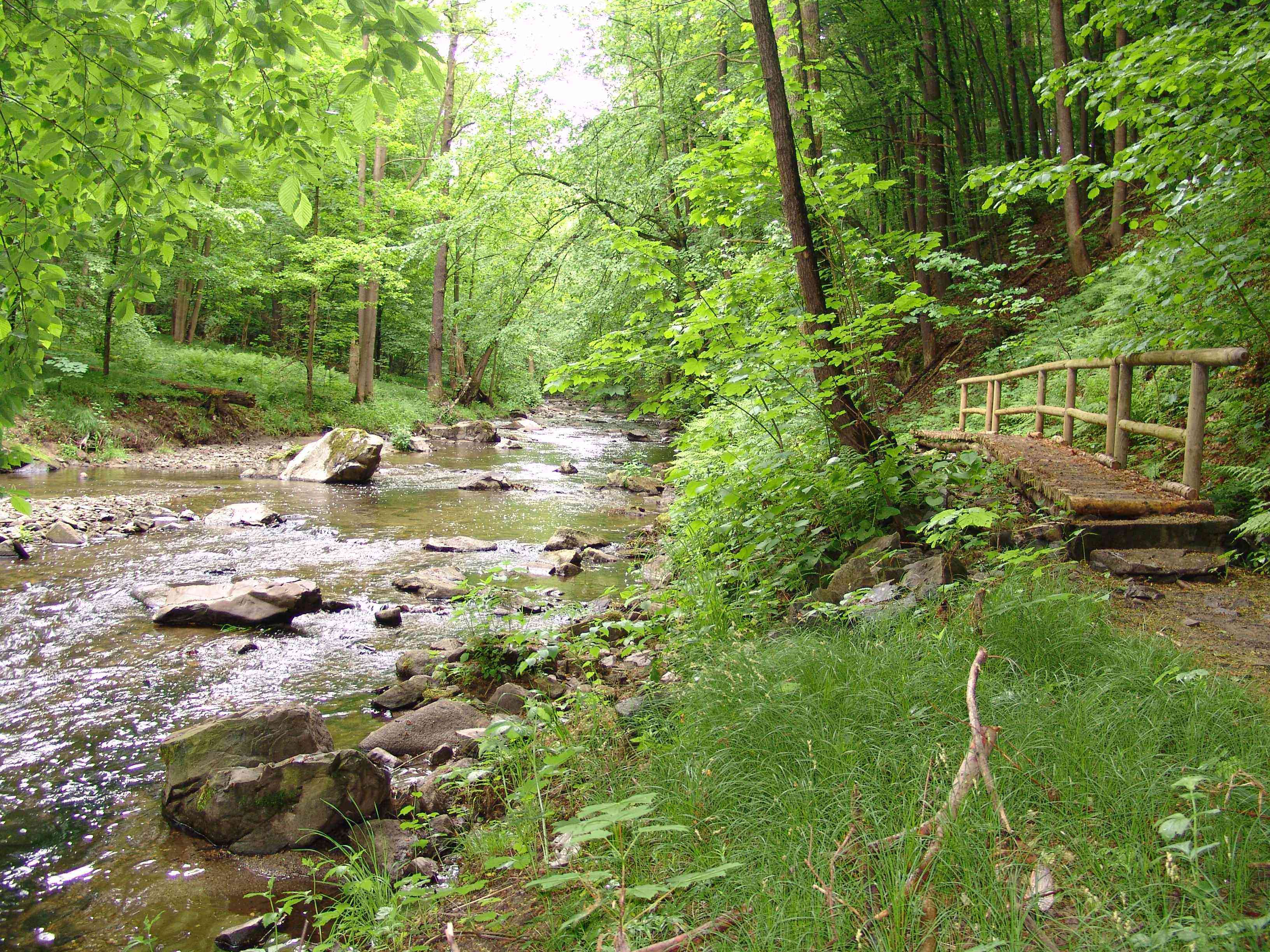
Georgewitzer Skala

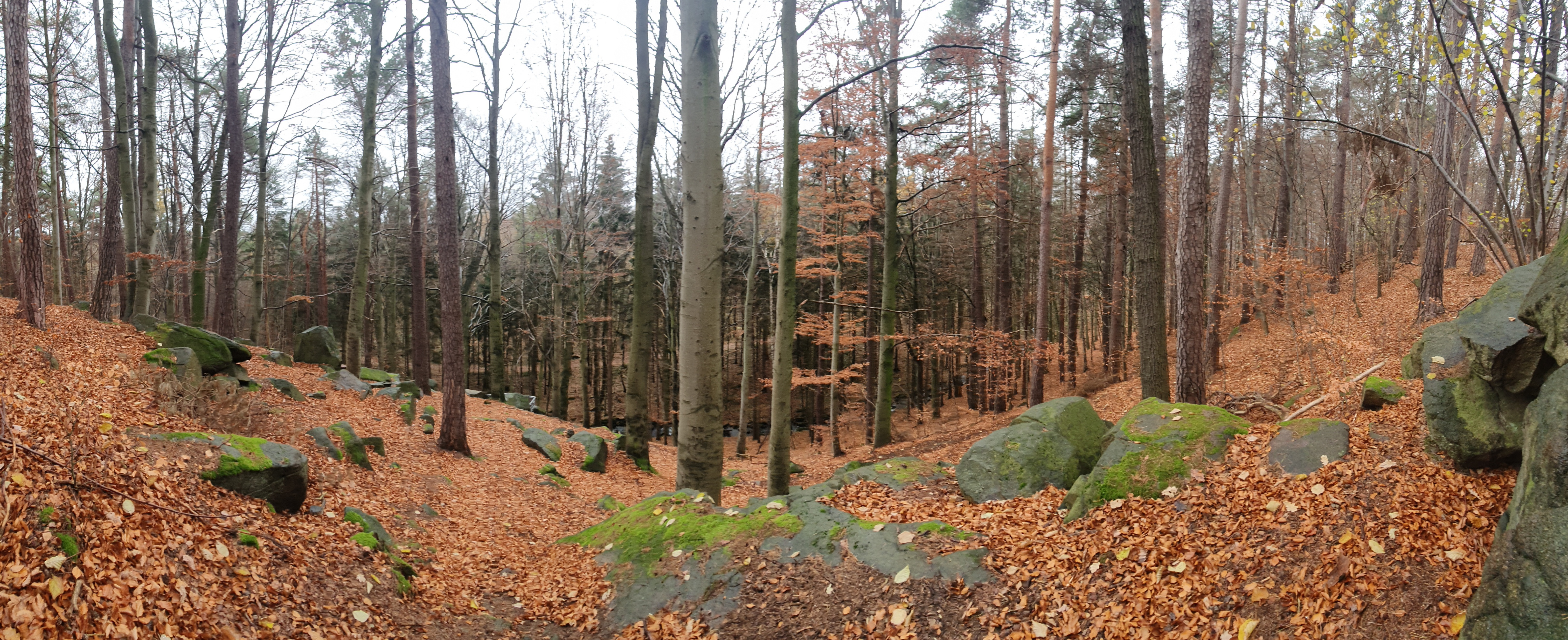
Typischer Anblick: Mit Granitfelsen gesäumte, bewaldete Hänge. Im Tal ein Fließgewässer. Hier der Höllengrund Großschweidnitz.

Als Skala werden Felsentäler der Bäche und Flüsse in der Oberlausitz bezeichnet. Das sorbische Wort skała bedeutet „Felsen“. Die Skalen befinden sich zumeist an jenen Stellen, wo sich die von Süden nach Norden verlaufenden Gewässer der Oberlausitz tief in den Granituntergrund des Oberlausitzer Gefildes eingeschnitten haben. Die Talränder wurden in vielen Fällen von der Bronzezeit an durch Burgwälle, die sogenannten „Schanzen“, verstärkt und zur Verteidigung genutzt. Daher finden sich die meisten Schanzen in der Nähe der unten genannten Skalen.

## Liste Oberlausitzer Skalentäler
- Georgewitzer Skala am Löbauer Wasser
- Gröditzer Skala am Löbauer Wasser
- Höllengrund am Großschweidnitzer Wasser
- Lausker Skala am Kotitzer Wasser
- Spittwitzer Skala am Hoyerswerdaer Schwarzwasser
- Nedaschützer Skala am Hoyerswerdaer Schwarzwasser
- Seitschener Skala am Langen Wasser
- Neustädtler Skala am Klosterwasser
- Spreepark (Neusalza-Spremberg) an der Spree
- Abschnittsweise der Spreeverlauf zwischen dem Stausee Sohland und dem Einlauf in die Talsperre Bautzen, insbesondere bei Schirgiswalde, Kirschau, Großpostwitz, Singwitz, Doberschau und Bautzen.